# Wolf-Lundmark-Melotte
Wolf-Lundmark-Melotte (WLM) – karłowata galaktyka nieregularna znajdująca się w konstelacji Wieloryba w odległości około 3 milionów lat świetlnych od Ziemi. Należy do najbardziej oddalonych członków Grupy Lokalnej.
Wolf-Lundmark-Melotte została odkryta w 1909 roku przez Maxa Wolfa, a jej galaktyczny charakter stwierdzili w 1926 roku Knut Lundmark i Philibert Jacques Melotte. Galaktyka ta jest członkiem Grupy Lokalnej i leży na jej obrzeżach. Galaktyka Wolf-Lundmark-Melotte jest samotną galaktyką karłowatą i mogła nigdy nie oddziaływać z inną galaktyką Grupy Lokalnej.
Jednakże mimo osamotnienia w przestrzeni zauważalne w niej są charakterystyczne różowe obszary powstawania nowych gwiazd, w których powstają gorące, młode, niebieskawe gwiazdy. Starsze, już chłodne i żółtawe gwiazdy powoli gasną w małym halo galaktycznym, rozciągającym się na około 8000 lat świetlnych.